# Leskovec, Slovenska Bistrica
Leskovec este o localitate din comuna Slovenska Bistrica, Slovenia, cu o populație de 420 de locuitori.